# Christian Dior, S. A.
Christian Dior, S.A. (más conocida como Dior) es un minorista de ropa francés fundada por el diseñador de moda Christian Dior. La compañía está bajo control del grupo LVMH, que en sí controla el 42% de los activos de LVMH, que lleva otras marcas de ropa como Kenzo, Givenchy y Louis Vuitton.
La unidad operativa de la compañía, Christian Dior Couture, diseña y elabora parte de la más codiciada alta costura del mundo, así como moda pret-a-porter, ropa de caballero y accesorios. Christian Dior funciona a través de cerca de 160 boutiques de todo el mundo con planes de seguir abriendo más. Su sede se encuentra en París, rue François 1.er.
En 1996, John Galliano fue nombrado diseñador jefe de Christian Dior por el propietario de la compañía, el grupo de lujo LVMH. Galliano fue primero suspendido y luego despedido en marzo de 2011 debido a un incidente que tuvo lugar en un café parisino en el que el diseñador, ebrio, insultó a una pareja de judíos, haciendo afirmaciones como "Amo a Hitler" o "La gente como ustedes debería estar muerta (...) todos deberían haber sido gaseados".
En 1998 adquirió Gerbe Paris, un fabricante francés de calcetería arruinado. Es una de las mayores partes del imperio de negocios de Bernard Arnault, quien es una de las personas más ricas del mundo.

## Crítica
Dior ha provocado repetidamente escándalos relacionados con el racismo, la apropiación cultural y otro tipo de conductas sin tacto hacia grupos vulnerables. La marca fue acusada, en particular, de racismo cultural en los años 2000s, 2010s y en 2022.

### 2022
En el contexto de la invasión escalada de Rusia y sus acciones terroristas en Ucrania, Dior tomó varias medidas. La empresa matriz de Dior, LVMH Moët Hennessy Louis Vuitton, dijo que "cerraría temporalmente las tiendas en Rusia y detendría todas las actividades comerciales". Las marcas de LVMH incluyen Christian Dior, Louis Vuitton y Moët & Chandon. La decisión afecta a 120 tiendas y 3.500 empleados. Aunque Dior afirma haber detenido la actividad en los territorios rusos, todavía apoya la cultura rusa a través de sus acciones.
En noviembre de 2022, Dior lanzó una colección Cruise 2023. Las fotos de la campaña fueron compartidas en las cuentas oficiales de la marca en las redes sociales. "Venga con Dior esta temporada navideña y descubra las siluetas penetrantes de la colección #DiorCruise 2023 de @MariaGraziaChiuri. Vestidos de encaje blanco y modelos icónicos como la chaqueta 'Bar' se combinan con accesorios tentadores como el #DiorBookTote y los pendientes #DiorTribales para una colección de ensueño de piezas", se dice en la descripción. Las fotografías muestran modelos con atributos de ropa rusa en un paisaje típico ruso, lo que causó mucha controversia entre la gente online.
Los comentarios debajo de las publicaciones de Dior en las redes sociales muestran a personas discutiendo sobre los motivos de la campaña. Por un lado, la gente apoyó la marca y agradeció el apoyo a la cultura rusa. Por otro lado, los argumentos afirmaban que apoyar una cultura que, mientras tanto, mata a otra cultura (realiza ataques masivos con misiles contra la infraestructura civil, realiza numerosos actos de terrorismo, el asesinato de civiles y la destrucción de la cultura ucraniana) es una decisión poco ética por lo menos.

## Películas
La ropa de Dior ha sido utilizada en muchas películas. En Pánico en la escena, de Alfred Hitchcock, el vestuario del personaje interpretado por Marlene Dietrich es de la maison francesa. También en 1963, Marisol lució un diseño de la firma Dior en el filme "Marisol rumbo a Río" (cantando "Guajiras" en la cubierta de un barco rumbo a Brasil). El diseño original del traje de Marisol, estilo flamenco, en realidad era blanco. Posteriormente le cosieron un mantel rojo a cuadros (de estampado de Vichy) para simular el delantal flamenco.

## Galería

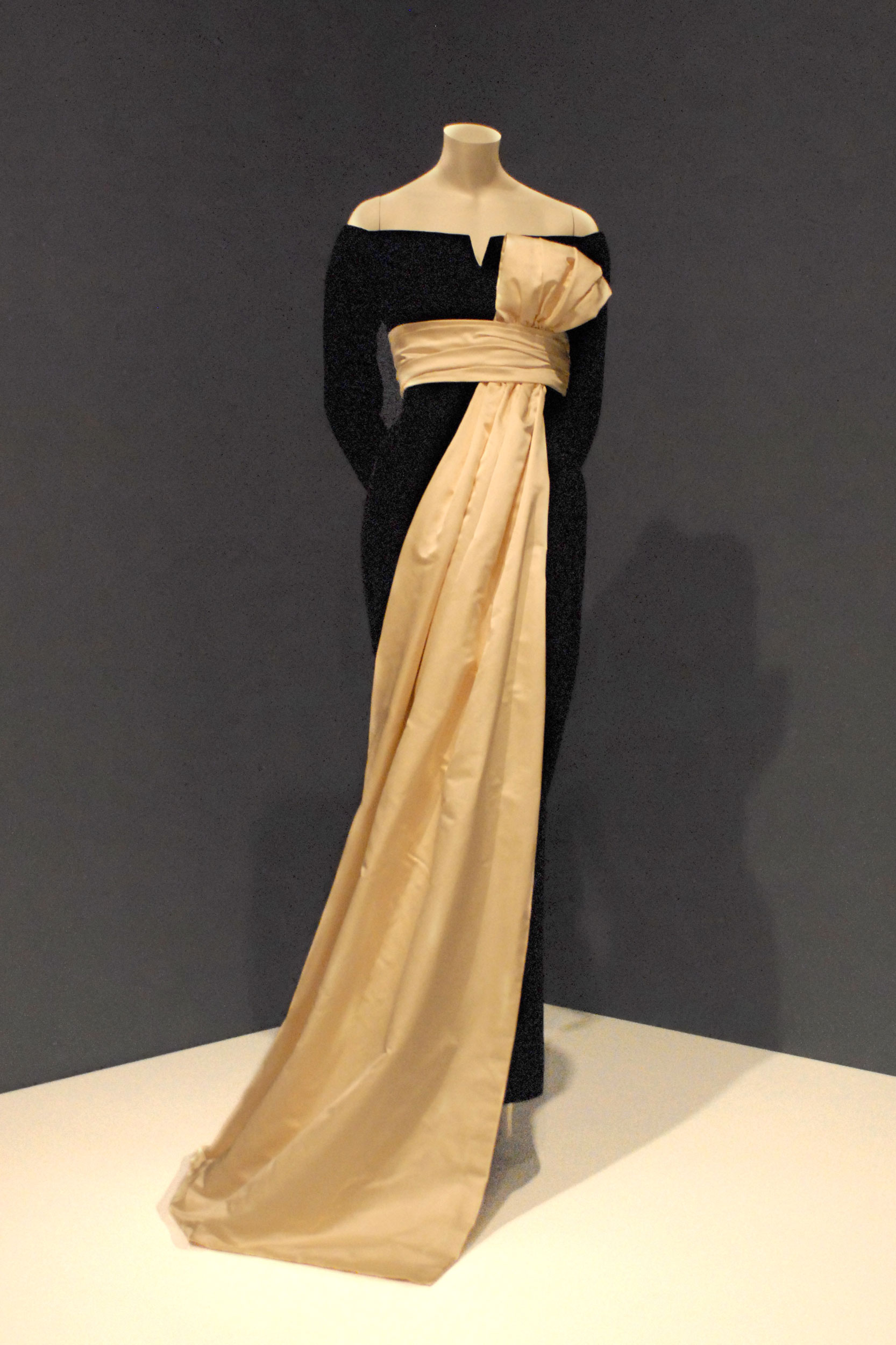
Vestido de Dior, usado por la modelo Dovima en la fotografía "Dovima con elefantes" de Richard Avedon.
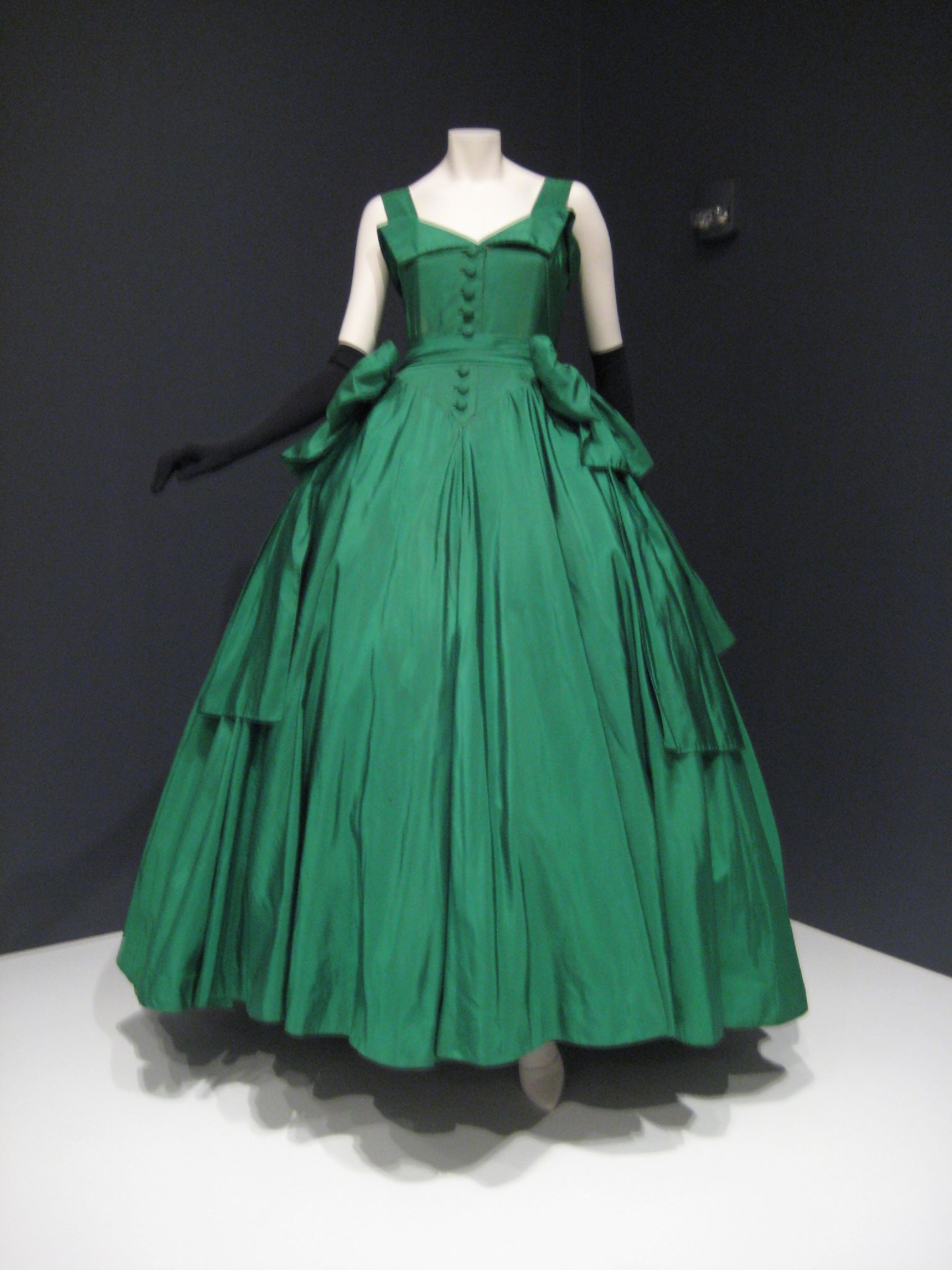
Vestido de Dior, exhibido en el Indianapolis Museum of Art.
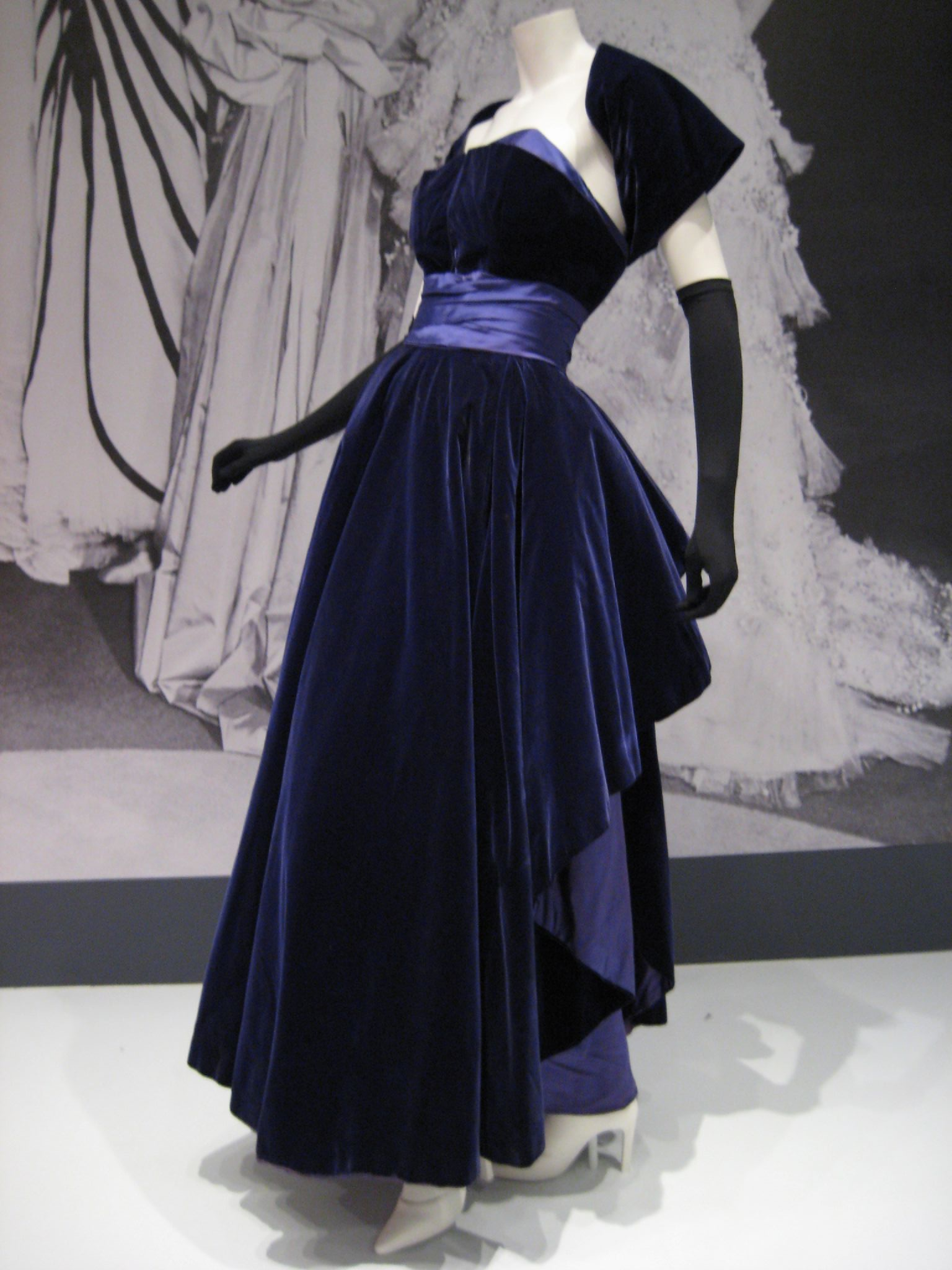
Vestido de Dior, exhibido en el Indianapolis Museum of Art.
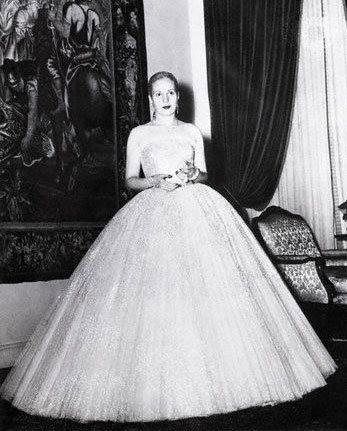
Eva Perón, Primera Dama de Argentina, usando un vestido Dior en 1951.
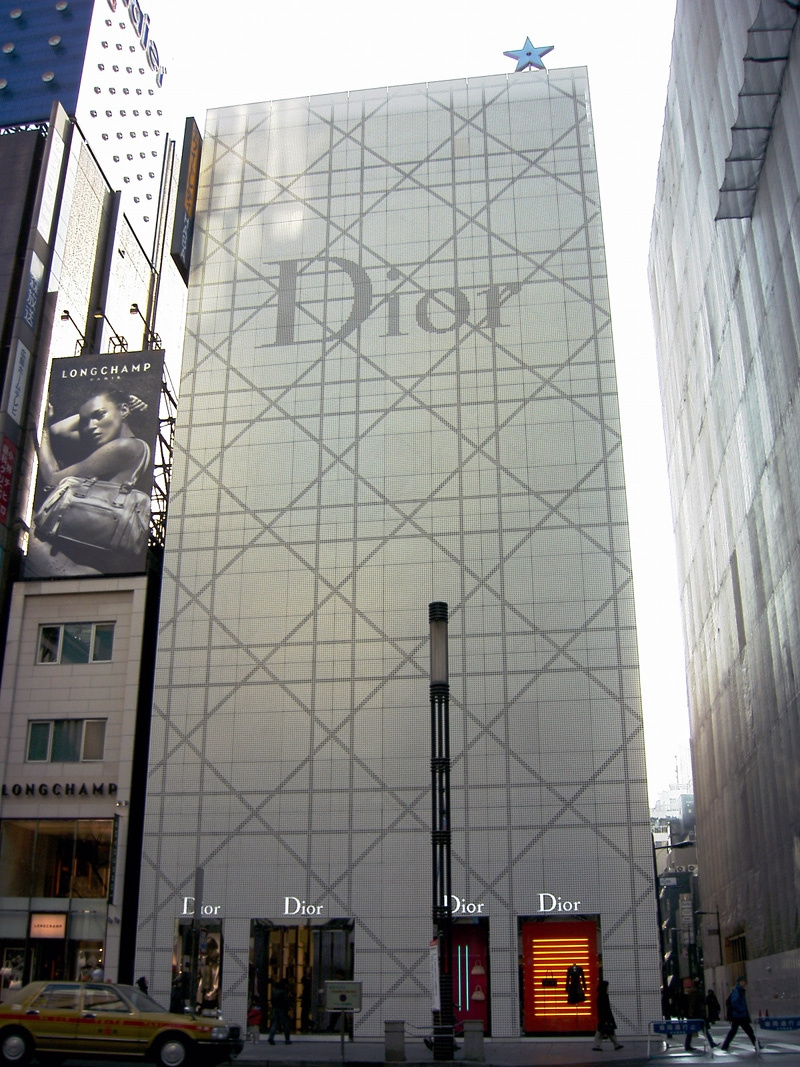
Tienda de Dior, en Ginza, Tokio, Japón.
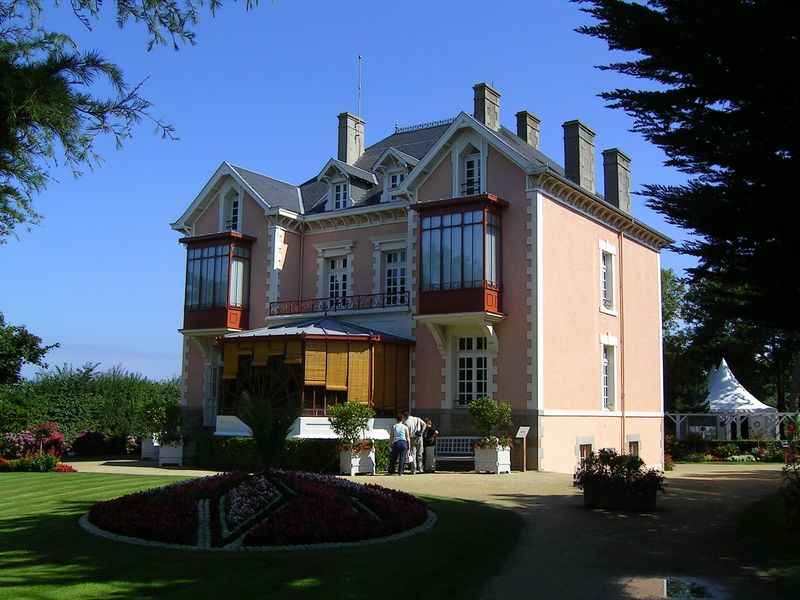
Casa y museo de Dior en Granville.
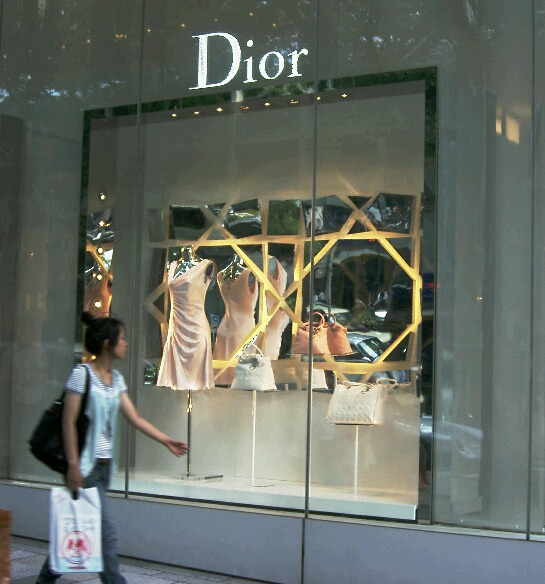
Escaparate de Dior en Omotesando, Tokio.
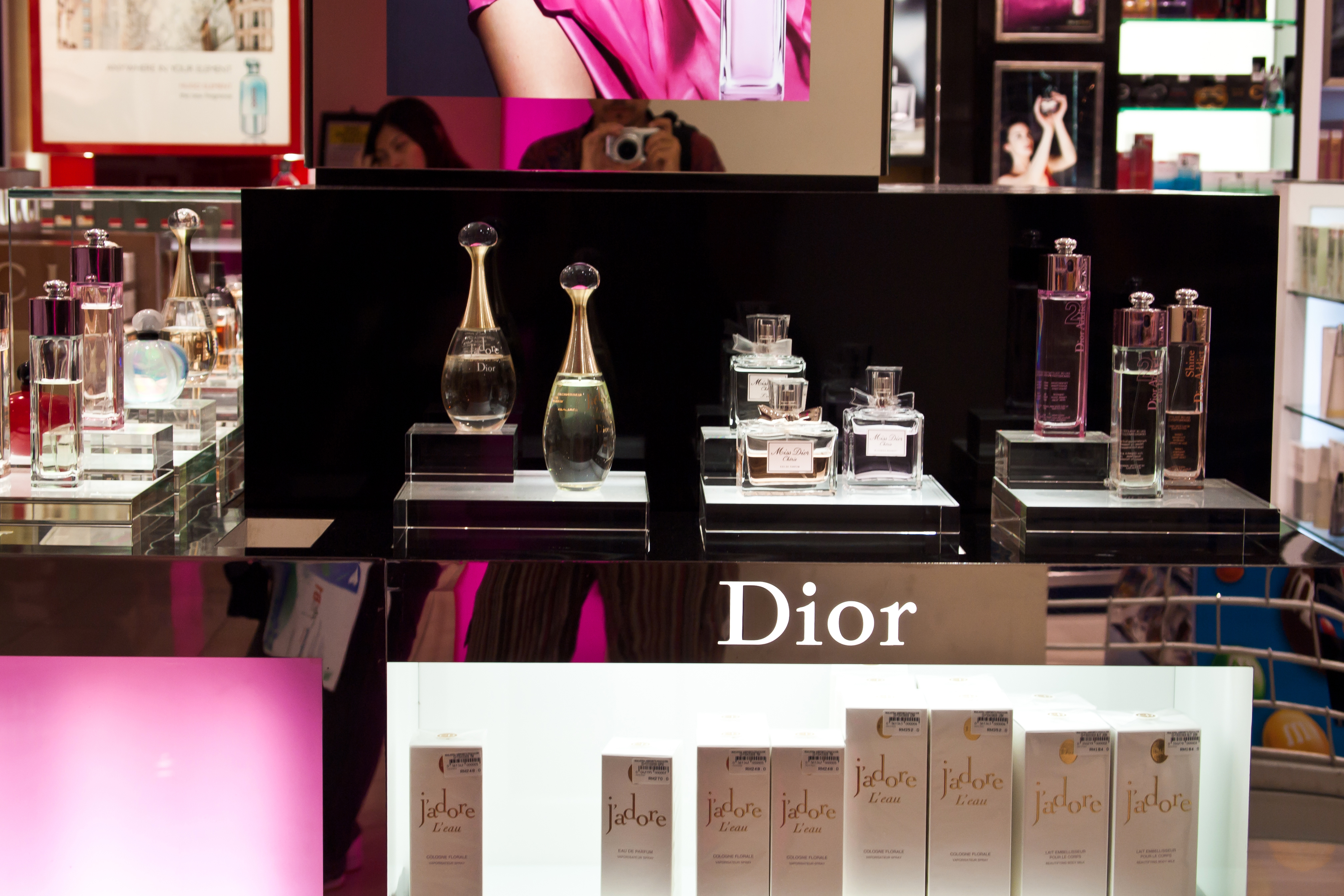
KLIA, Malaysia.